# Weildorf (Haigerloch)
Weildorf ist ein Stadtteil von Haigerloch im Zollernalbkreis (Baden-Württemberg).

## Geographie
Haigerloch und Weildorf liegen 514 Meter über dem Meeresspiegel etwa auf halbem Weg zwischen Stuttgart und dem Bodensee. Der höchste Punkt der Gemarkung Weildorf liegt auf 587 Metern, der niedrigste auf 508 Metern Höhe, eingebettet in das Vorland der hohenzollerischen Schwäbischen Alb und 15 Kilometer von der Burg Hohenzollern entfernt.
Zu Weildorf gehören die Höfe Birkhof und Tannenburg.

## Geschichte
Das im Jahr 786 erstmals urkundlich erwähnte Dorf ist eine der ältesten Ortschaften der Umgebung. Im Mittelalter war hier eine Dominikanerinnen-Klause des Klosters Kirchberg ansässig, wovon heute noch die Pfarrkirche St. Peter und Paul zeugt. Aus Weildorf stammen die Steine der Pfarrkirche St. Mauritius in Neufra.
Weildorf hat 774 Einwohner (Stand: 31. Dezember 2017). Im Zuge der baden-württembergischen Gemeindereform schloss sich Weildorf am 1. Januar 1972 der Stadt Haigerloch an.

## Persönlichkeiten
- Karl Eger (1870–1956), Pfarrer, Ehrenbürger der Gemeinde Wald im Pinzgau[3]
- Hermann Eger (1877–1944), Politiker (Zentrum), Mitglied des Reichstags
- Karl Hurm (1930–2019), Maler

## Dorfpartnerschaft
Seit 1974 besteht eine Dorfpartnerschaft mit Weildorf in Bayern.